# Elección al Senado de los Estados Unidos en Arizona de 2022
La elección al Senado de los Estados Unidos de 2022 en Arizona se llevaron a cabo el 8 de noviembre de dicho año para elegir a un miembro del Senado de los Estados Unidos que represente al estado de Arizona.
El titular demócrata, Mark Kelly, fue elegido en una elección especial en 2020 con el 51.2% de los votos, y se postula a la reelección por un período completo. En 2016, el republicano John McCain, fue reelegido para el escaño pero murió el 25 de agosto de 2018, dando lugar a la designación de Jon Kyl por parte del gobernador Doug Ducey para llenar la vacante. Kyl renunció a fines de ese año y fue reemplazado por la representante Martha McSally, que luego perdió ante Kelly en 2020.
Las primarias están programadas para el 2 de agosto.

## Primaria demócrata

### Candidatos

#### Declarado
- Mark Kelly, senador de los Estados Unidos por Arizona (2020–presente)[1][2]

### Resultados
| Candidato | Candidato            | Votos | % |
| --------- | -------------------- | ----- | - |
|           | Mark Kelly (titular) |       |   |
| Total     |                      |       |   |

## Primaria republicana

### Candidatos

#### Declarado
- Mark Brnovich, fiscal general de Arizona.[3]
- Jim Lamon, empresario.[4]
- Blake Masters, presidente de la Fundación Thiel.[5]
- Mick McGuire, general mayor retirado de las Fuerzas Aéreas.[6]
- Justin Olson, miembro de la Comisión de Corporaciones de Arizona.[7]

Candidatos republicanos
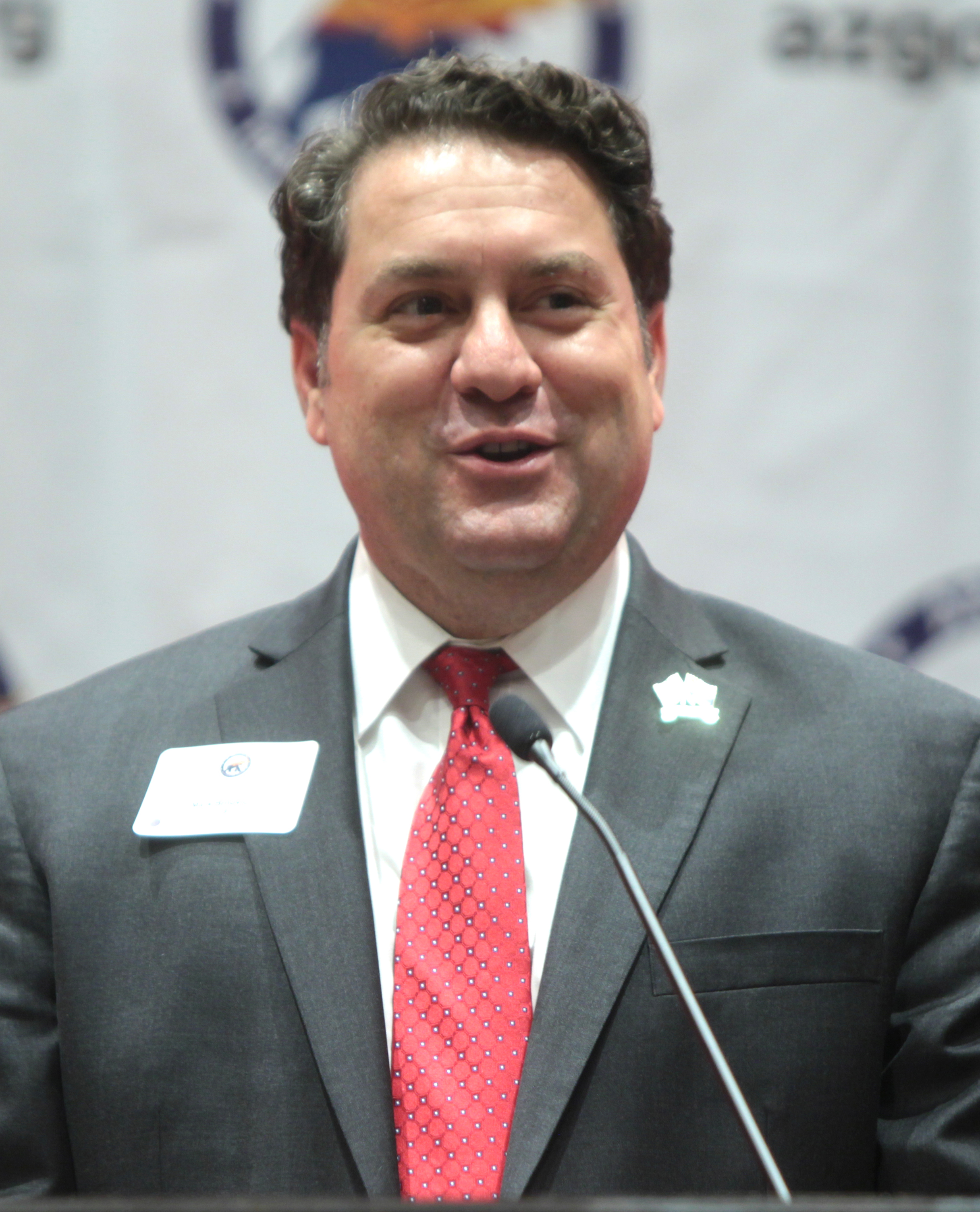
Mark Brnovich de Phoenix
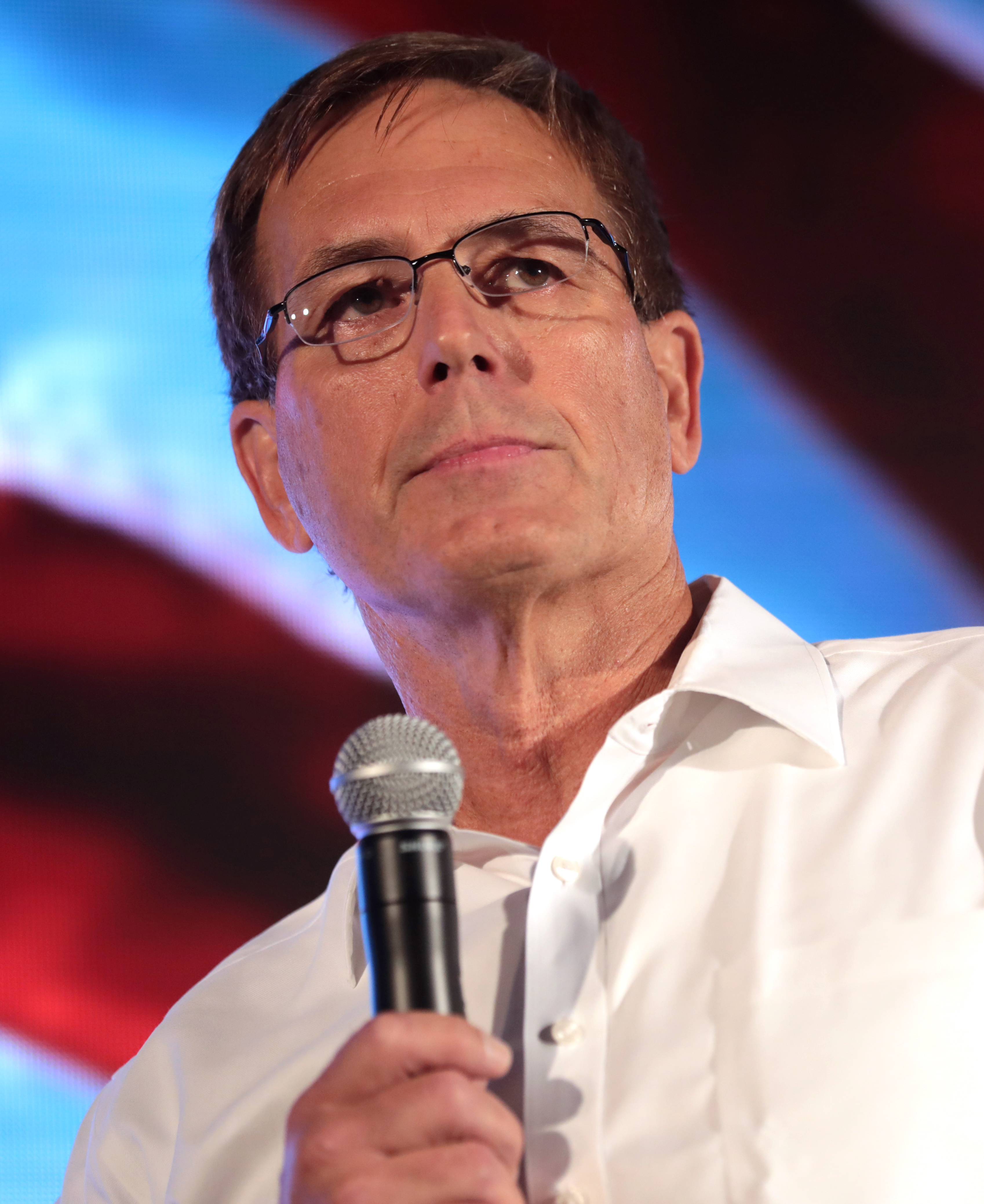
Jim Lamon de Paradise Valley
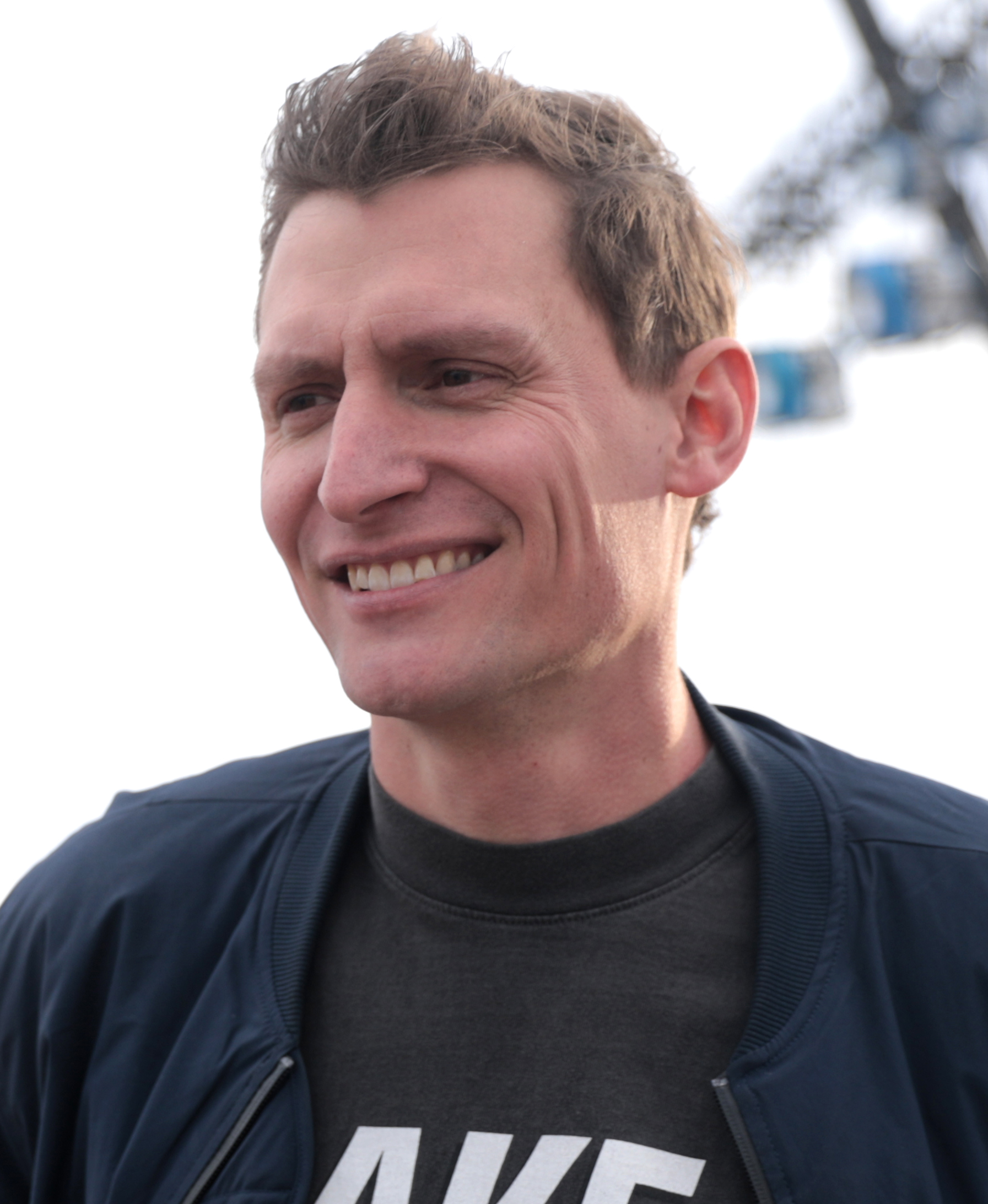
Blake Masters de Tucson
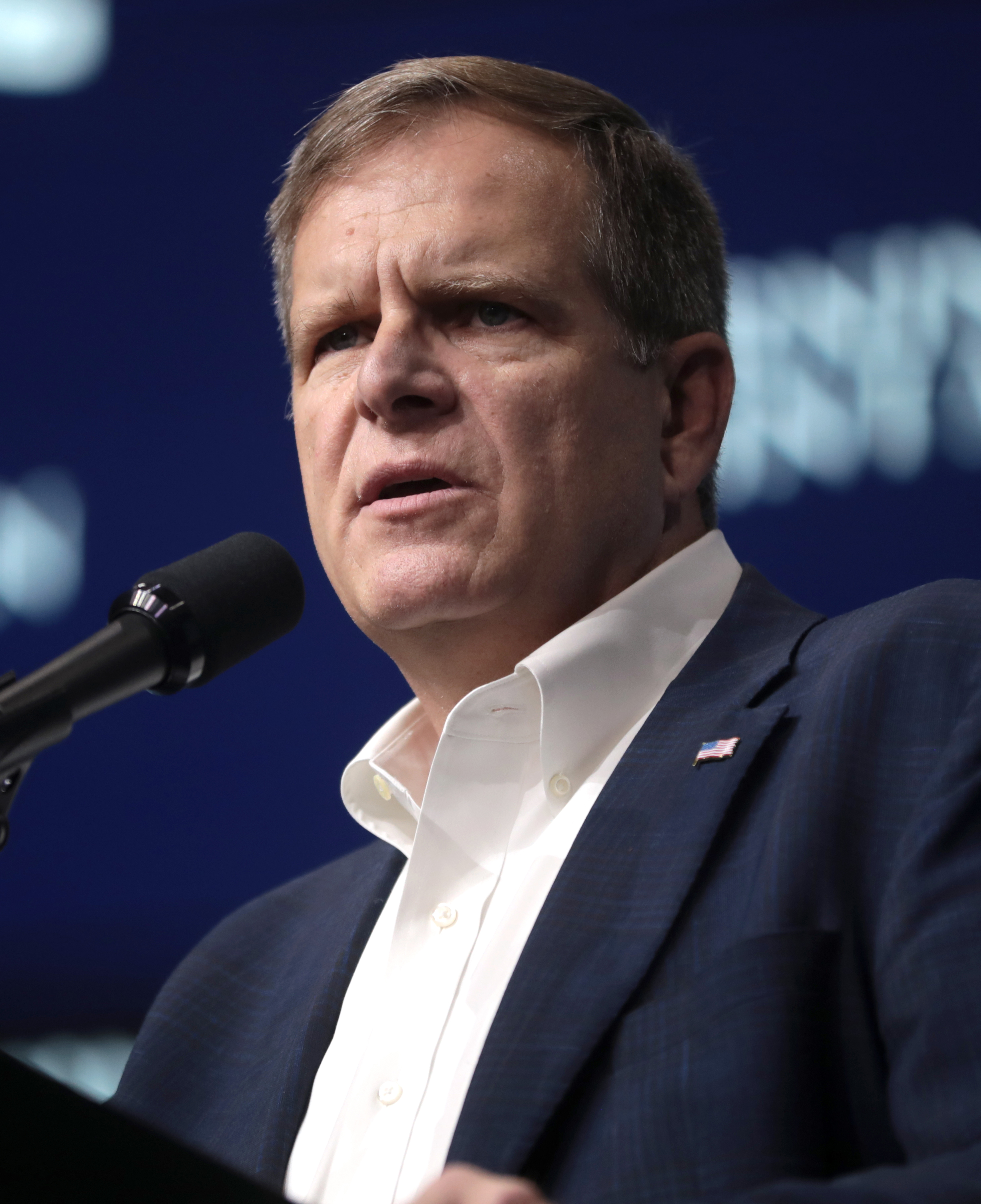
Mick McGuire de Tucson
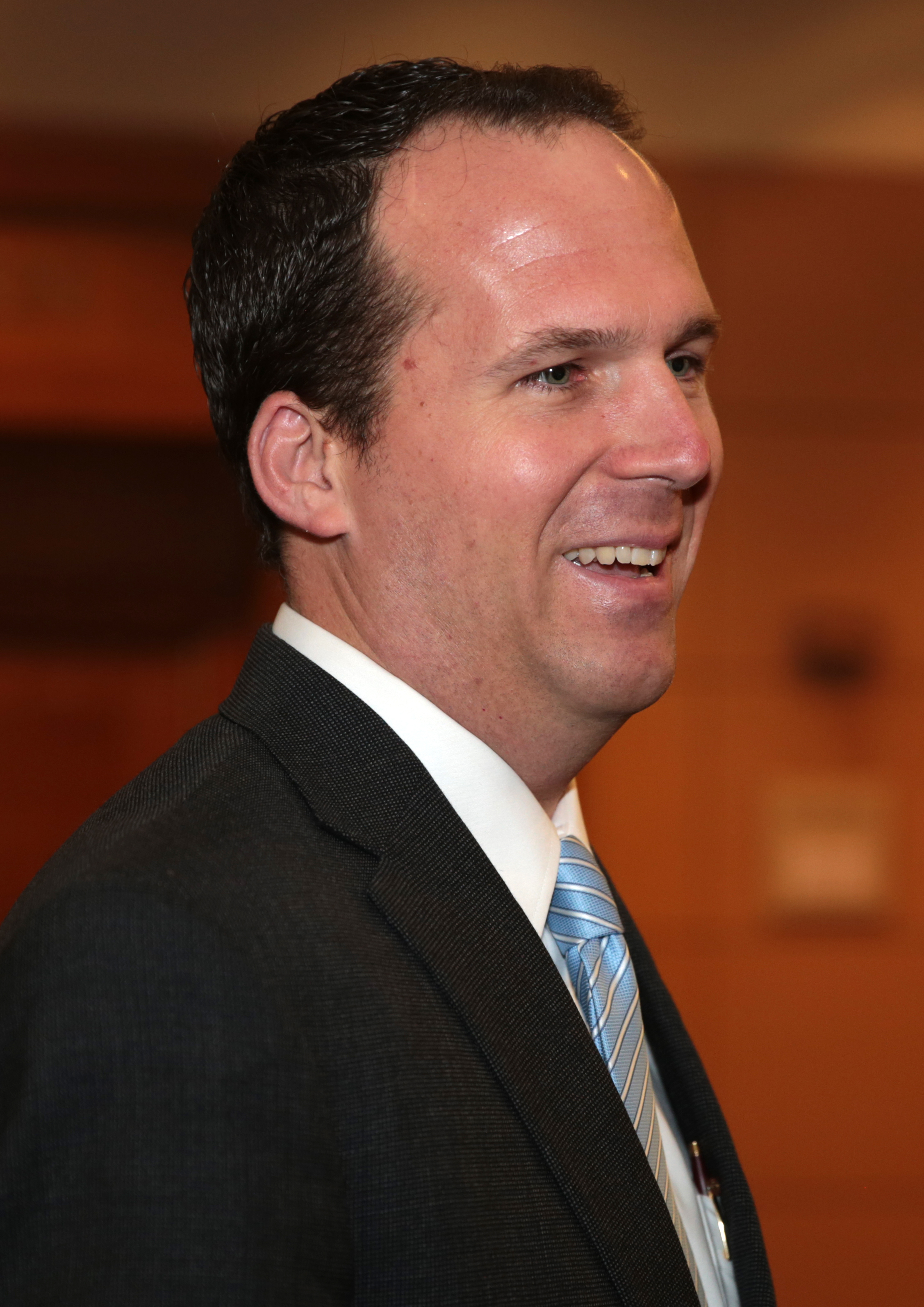
Justin Olson de Mesa

#### No se registró
- Craig Brittain.[8]
- Robert Paveza, ingeniero de software.[9]

#### Rechazado
- Andy Biggs, representante de los Estados Unidos por el 5.° distrito congresional de Arizona (2017–presente)[10]
- Doug Ducey, gobernador de Arizona.[11]
- Kari Lake, expresentadora de noticias de KSAZ-TV.[cita requerida]
- Jack McCain, veterano y hermano del exsenador por Arizona, John McCain.[12]
- Kimberly Yee, tesorera de Arizona.[13]
- Kirk Adams, expresidente de la Cámara de Representantes de Arizona.[14]
- Kelli Ward, presidenta del Partido Republicano de Arizona.[15]

### Resultados
| Candidato | Candidato     | Votos | % |
| --------- | ------------- | ----- | - |
|           | Mark Brnovich |       |   |
|           | Jim Lamon     |       |   |
|           | Blake Masters |       |   |
|           | MickMcGuire   |       |   |
|           | Justin Olson  |       |   |
| Total     |               |       |   |

## Primaria libertaria

### Candidatos

#### Declarado
- Marc Victor, fiscal.[16]

### Resultados
| Candidato | Candidato   | Votos | % |
| --------- | ----------- | ----- | - |
|           | Marc Victor |       |   |
| Total     |             |       |   |

## Elección general

### Resultados
| Partido | Partido     | Candidato | Votos | % |
| ------- | ----------- | --------- | ----- | - |
|         | Demócrata   |           |       |   |
|         | Republicano |           |       |   |
|         | Libertario  |           |       |   |
| Total   |             |           |       |   |